# Boulton Paul Defiant
Pour les articles homonymes, voir Defiant.
Le Boulton Paul Defiant était un avion militaire britannique construit par Boulton Paul Aircraft Ltd dans son usine de Wolverhampton. Il a servi comme chasseur lourd et chasseur nocturne dans la Royal Air Force au début de la Seconde Guerre mondiale.

## Conception
Issu de spécifications du British Air Staff de 1935, c'était un chasseur monomoteur biplace à ailes basses. Son armement était concentré dans une tourelle servo-motorisée armée de 4 mitrailleuses Browning de 0,303 pouces (7,62 mm x 63, .30-06 Springfield). Cette tourelle, conçue en France par Antoine de Boysson à la Société d'Applications des Machines Motrices (SAMM), était produite sous licence au Royaume-Uni par Boulton-Paul et équipait la plupart des bombardiers britanniques de l'époque, elle leur permettait de se défendre efficacement contre les chasseurs ennemis. Le Defiant était donc quasiment conçu par Boulton-Paul autour de sa tourelle, dans un but offensif et non plus défensif. Il était destiné à attaquer les bombardiers ennemis par en dessous, partie supposée la moins défendue. 
Le concept n'était pas absurde, ce type d'attaque sera plus tard intensivement utilisé avec grand succès par la Luftwaffe sous le nom de Schräge Musik.
Mais il s'avéra désastreux dans la pratique face aux escortes de chasseurs accompagnant les bombardiers de jour dans le contexte de la bataille d'Angleterre. En effet le Defiant utilisait le même moteur que le Hurricane, alors qu'avec l'équipement pour sa tourelle hydraulique et son deuxième homme d'équipage il était nettement plus lourd (2,8 tonnes à vide contre 2,1), donc plus lent et moins manœuvrable. De plus, dépourvu d'armement tirant vers l'avant, le Defiant n'attaquait pas en prenant en chasse sa cible, qui dès lors pouvait facilement s'évader, d'autant que la coordination entre le pilote et le tireur était trop difficile dans les conditions de combat.

## Engagements

### Chasse de jour

#### Bataille de France
Dans un premier temps, quelques succès locaux furent obtenus, quand des Messerschmitt Bf 109 confondaient les Defiant avec des monoplaces Hawker Hurricane et les attaquaient par-derrière en plongeant. Cette méprise permit aux Defiant de remporter quelques victoires, comme cela arriva au Squadron no 264 (la première unité dotée de Defiant, en décembre 1939) lors de deux sorties au-dessus de Dunkerque le 29 mai 1940, encore qu'il convient de prendre avec précaution le nombre de victoires allégué par le Squadron. Quand cette erreur de tactique fut corrigée par les Allemands, les victoires du Defiant cessèrent et les pertes s'accumulèrent,.

#### Bataille d'Angleterre
Le même phénomène se reproduisit durant la bataille d'Angleterre. Le 18 juillet 1940, neuf Defiant du Squadron no 141 (la seconde unité équipée de Defiant, déclarée opérationnelle le 3 juin 1940) patrouillant au large de Folkestone furent surpris par des Messerschmitt Bf 109 du JG 51. En quelques minutes de combat inégal, cinq Defiant furent abattus (quatre pilotes et cinq mitrailleurs tués) et un sixième gravement endommagé (deux blessés). Seule l'arrivée des Hurricane du Squadron no 111 sauva le Squadron no 141 de l'anéantissement total.
Après cet épisode tragique, qui devint célèbre au sein du Fighter Command comme "le massacre des Innocents", l'inefficacité du concept commença à être enfin officiellement reconnue.
Un dernier essai fut effectué avec le Squadron no 264, celui qui avait remporté quelques succès lors de l'évacuation de Dunkerque. Rappelé du Nord de l'Angleterre où il avait été envoyé, il fut rappelé dans le sud au plus fort de la Bataille d'Angleterre pour combler les pertes en chasseurs monomoteurs. Basé à RAF Hornchurch dans le secteur du Groupe 11, le plus exposé aux attaques allemandes, en une semaine, entre le 24 août 1940 et le 28 août 1940, il perdit la quasi-totalité de ses effectifs (11 avions, 5 pilotes, 9 mitrailleurs) dont son Squadron leader Philip Hunter dès le premier jour. Le 28 août 1940 il ne lui restait plus que deux avions disponibles.

### Chasse de nuit
Le Defiant fut retiré des combats de jour, trop dangereux pour lui du fait des chasseurs d'escorte ennemis, et transformé en chasseur de nuit. Toutefois même dans ce rôle il ne fut pas un grand succès, son manque de puissance étant un handicap pour embarquer les premiers radars, primitifs et volumineux. Il n'y avait pas assez de place dans la tourelle arrière pour y installer l'écran du radar AI (Air Interception) Mark V. C'est donc le pilote qui devait le surveiller, en plus de ses autres tâches. Dès le printemps 1941 les Defiant commencèrent à être remplacés dans les unités de chasse de nuit par des Bristol Beaufighter, puissant bimoteur avec un radar dans le nez, ou des Mosquito NF (Night Fighter). La carrière du Defiant dans la chasse de nuit s'acheva en mai 1942.

### Autres missions
L'avion fut ensuite relégué à des tâches secondaires, telles que le remorquage de cibles, ou le sauvetage en mer où sa grande autonomie fut très appréciée. Démodés comme avions de combat, les Defiant devinrent les premiers avions de la nouvelle forme de "guerre électronique", lorsqu'ils furent dotés de l'émetteur « Moonshine » (clair de lune) destiné à brouiller les radars allemands Freya. Le Squadron no 515 fut créé à Northolt en août 1942 à cet effet. Il effectua de nombreuses diversions, en attirant les chasseurs allemands vers des formations d'avions « fantômes », tandis que de véritables raids de bombardiers ne rencontraient pas d'opposition. En juin 1943, ce Squadron fut à son tour rééquipé avec des Beaufighter plus modernes. La dernière unité à le faire voler fut le Squadron 733 de la Fleet Air Arm (aéronautique navale) à Ceylan jusqu'en octobre 1946.

## Variantes

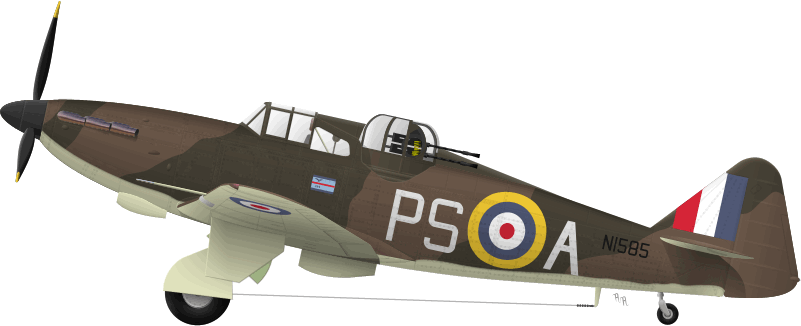

- Defiant Mk I : Chasseur biplace doté d'une tourelle construit à 723 exemplaires.
- Defiant NF I : Defiant Mk I convertis en chasseur de nuit.
- Defiant NF IA : Defiant Mk I dotés d'un radar d'interception.
- Defiant Mk II : Chasseur de nuit équipé d'un moteur Rolls-Royce Merlin XX de 1 280 ch, de dérive agrandie et d'un radar d'interception Mk.4.
- Defiant TT Mk I : Target Tug, remorqueur de cibles, plusieurs exemplaires furent convertis.
- Defiant TT Mk III : Target Tug, remorqueur de cibles, 140 exemplaires construits.

## Appareils survivants

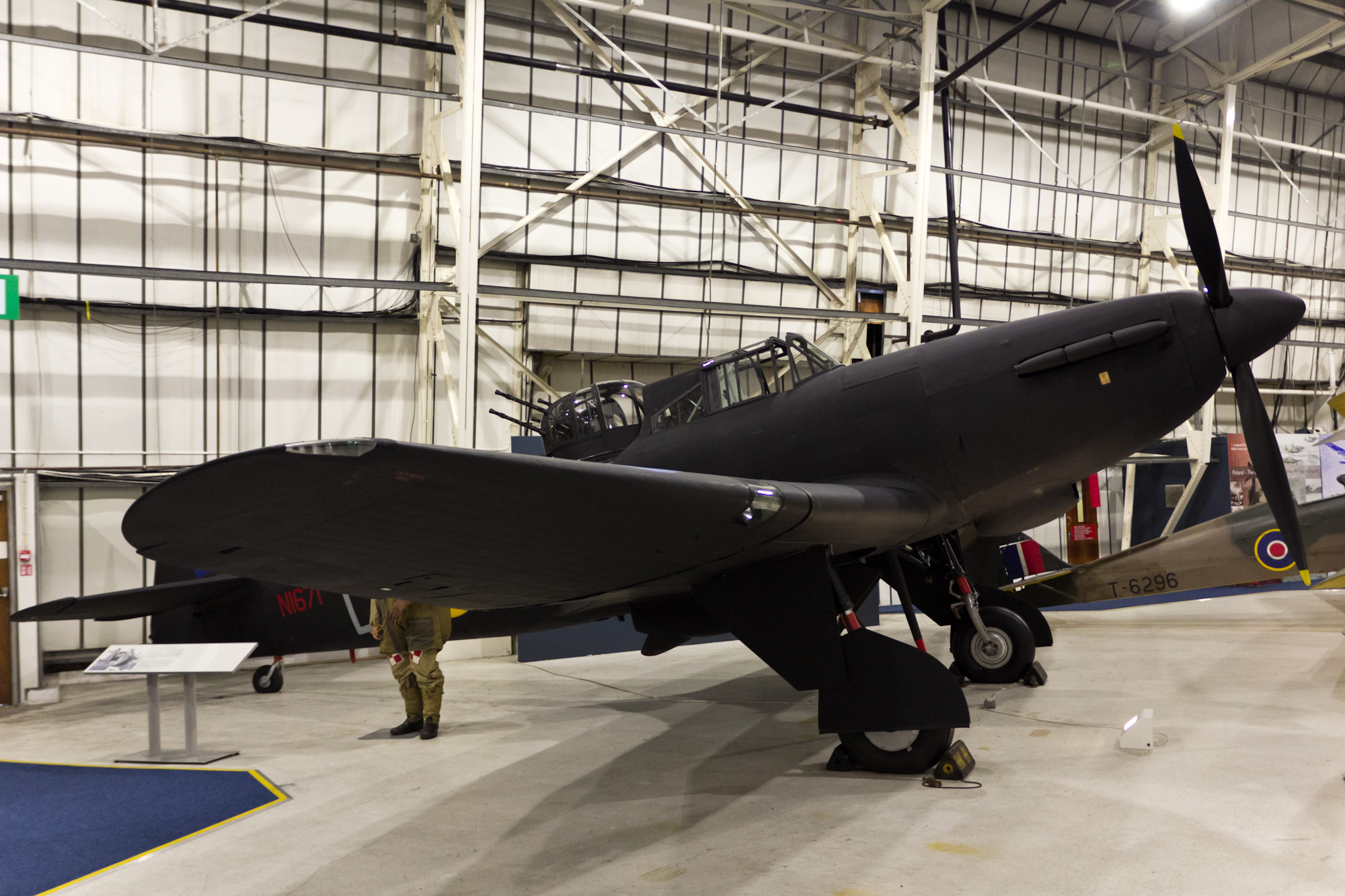
Defiant N1671 au RAF Museum (2013).

L'unique appareil complet survivant est un Defiant NF.I, immatriculé "N1671", exposé au Royal Air Force Museum London de Hendon près de Londres,. C'est l'un des 4 Boulton Paul Defiant livrés le 17 septembre 1940 au No. 307 Polish Night Fighter Squadron de la base RAF Kirton in Lindsey (Lincolnshire. Il fut ensuite versé au No. 153 Squadron à la fin du mois d'octobre 1941, puis au No. 285 Squadron en 1942. En 1954, il fut déclaré stocké comme pièce de musée et exposé au RAF Museum à partir de 1971. Cet appareil fut acheminé le 20 mai 2009 à l'aéroport de Roschester pour restauration par la Medway Aircraft Preservation Society (MAPS). Il retourna au musée de Hendon, le 6 décembre 2012.
Il existe néanmoins deux autres Defiant Mk.I partiellement en état, les N1766 et N3378.

## Dans la culture populaire
Les éditions Impéria ont publié jusqu'à leur faillite en 1986 de nombreuses bandes dessinées de guerre en petit format (13 x 18 cm) en noir et blanc. Une de ces publications avait pour héros Battler Britton (en français : « le Britannique Battant »), un as (fictif) de la Royal Air Force. C'était l'adaptation française du Battler Britton publié au Royaume-Uni par Thriller Comics. La publication a duré 471 numéros entre juillet 1958 et juin 1986. Le numéro 191 (dépôt légal : juillet 1967) comporte une histoire complète (56 planches) intitulée "Les Defiants", dans laquelle le héros se voit confier par l'état-major le commandement d'un Squadron de Defiants dont le personnel est démoralisé par les lourdes pertes subies de jour, et il les re-motive pour s'adapter à la chasse de nuit. À la fin de l'histoire, le premier Bristol Beaufighter bimoteur, plus moderne et puissant, arrive pour remplacer les Defiant obsolètes.

## Avions comparables
L'équivalent naval du Defiant, dans la Fleet Air Arm, était le Blackburn B-25 Roc, version de chasse du bombardier en piqué Blackburn B-24 Skua, qui était fabriqué dans la même usine et armé de la même tourelle. Comme le Defiant, le Roc eut une carrière très limitée en raison de sa lenteur et de la difficulté de combattre avec une tourelle orientable. Il fut rapidement remplacé dans le rôle de chasseur embarqué par des appareils de conception plus classique, avec armement fixe dans les ailes, comme le Fairey Fulmar et le Fairey Firefly.